# Anisodes morbosa
Anisodes morbosa là một loài bướm đêm trong họ Geometridae.